# Agalenocosa subinermis
Agalenocosa subinermis là một loài nhện trong họ Lycosidae.
Loài này thuộc chi Agalenocosa. Agalenocosa subinermis được Eugène Simon miêu tả năm 1897.